# Sveitarfélagið Garður
Sveitarfélagið Garður is een plaats en gemeente in het zuidwesten van IJsland op het schiereiland Reykjanes in de regio Suðurnes. De gemeente heeft 1429 inwoners (2013) en een oppervlakte van 21 km². 
Garður, ook wel Gerðar genoemd, ligt ongeveer 10 kilometer ten noordwesten van Keflavík aan weg 45. Er loopt een wandelweg langs de kust van Garður naar Sandgerði. 
Er is een kleine visverwerkende industrie en een volksmuseum annex machinepark bij de Garðskagaviti-vuurtorens. Er staat een oude, rood met witte toren direct aan zee, en een grotere nieuwe.

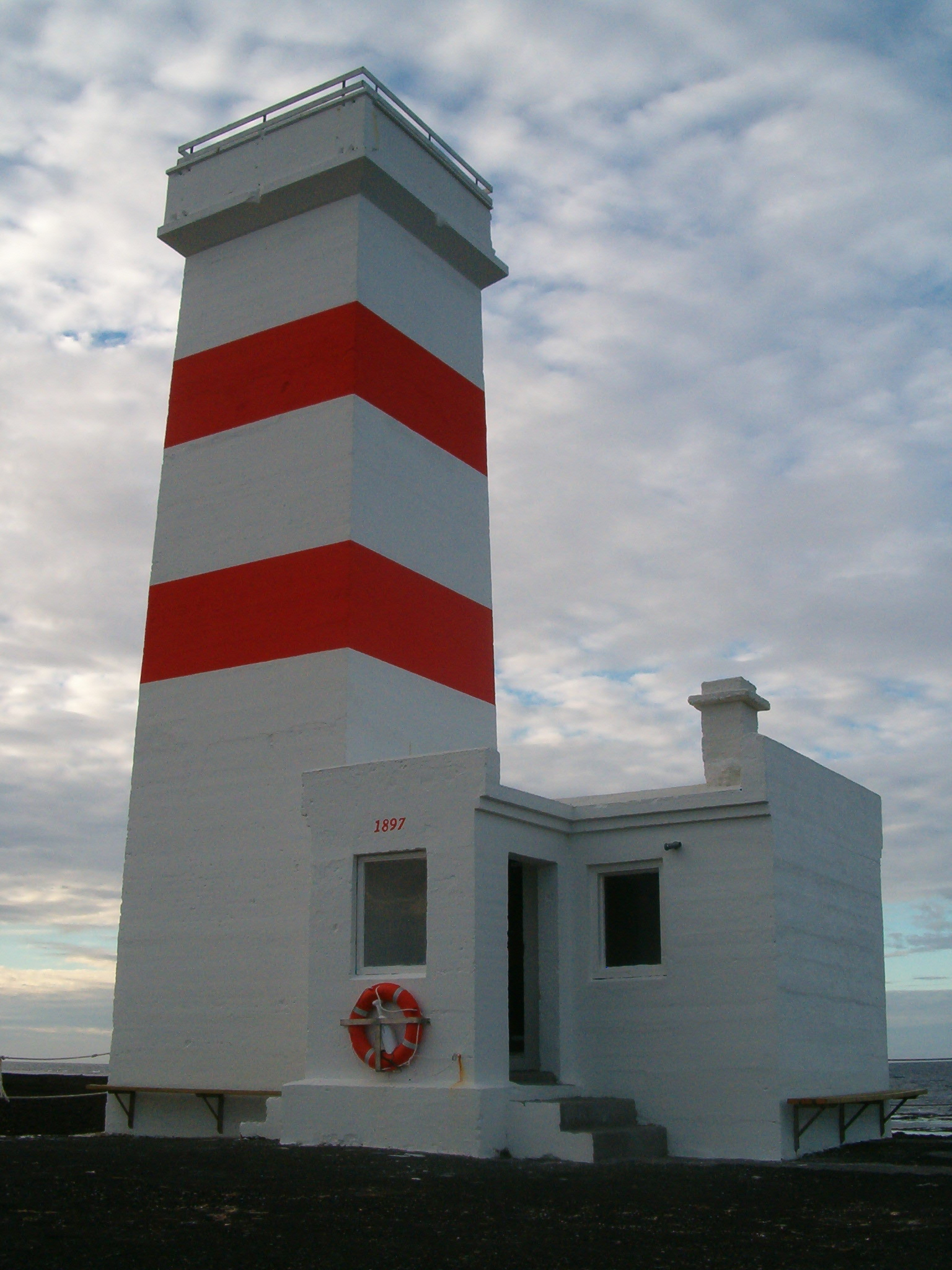
De oude vuurtoren van Garður